# Povrchové zaplísnění ryb
Povrchové zaplísnění ryb je plísňové onemocnění, které je v Česku způsobované zejména plísněmi rodu Saprolegnia a Achlya. Projevuje se vatovitými porosty bílé až hnědavé barvy na povrchu těla. Rychlost prorůstání této plísně do tkáně je ovlivněna několika faktory, zejména pak teplotou okolí a zdravotním stavem ryby. Zejména náchylné jsou ryby v době tření. Neléčené ryby na toto onemocnění často hynou, neboť je jejich organismus zaplavován plísní produkovanými toxiny a produkty z rozpadu vlastní tkáně.
Jako ochrana před zaplísněním je potřeba chránit ryby před poškozením, ke kterému dochází často například při odlovech. Při léčbě se využívá mimo jiné potírání manganistanem draselným a koupání v léčebných roztocích. U akvarijních ryb se podle stavu doporučuje zvýšit alkalitu, u tropických ryb teplotu, zabránit hnilobným procesům a zlepšit prokysličování vody.